# Glenn Bedingfield
Glenn Bedingfield (ur. 15 listopada 1974 w Pietà) – maltański polityk, poseł do Parlamentu Europejskiego VI kadencji, parlamentarzysta krajowy.

## Życiorys
W 2005 ukończył studia w zakresie nauk politycznych na Uniwersytecie Maltańskim.
Od 1995 był etatowym działaczem Partii Pracy, do 2008 zasiadał w krajowym organie wykonawczym tej partii. W latach 1996–1998 pełnił funkcję sekretarza generalnego organizacji młodzieżowej maltańskich laburzystów (Forum Żgħażagħ Laburisti). Pracował także jako dziennikarz.
W 2008 objął mandat deputowanego do Parlamentu Europejskiego VI kadencji, zastępując Josepha Muscata. Był członkiem grupy socjalistycznej i Komisji Budżetowej. W wyborach w 2009 bez powodzenia ubiegał się o reelekcję. W 2017 został posłem do Izby Reprezentantów, objął funkcję rządowego whipa. W 2022 wszedł do krajowego parlamentu na kolejną kadencję.